# Чикой (река)
Чико́й (бур. Сүхэ мүрэн) — река в Забайкалье, правый приток Селенги.

## Гидрография

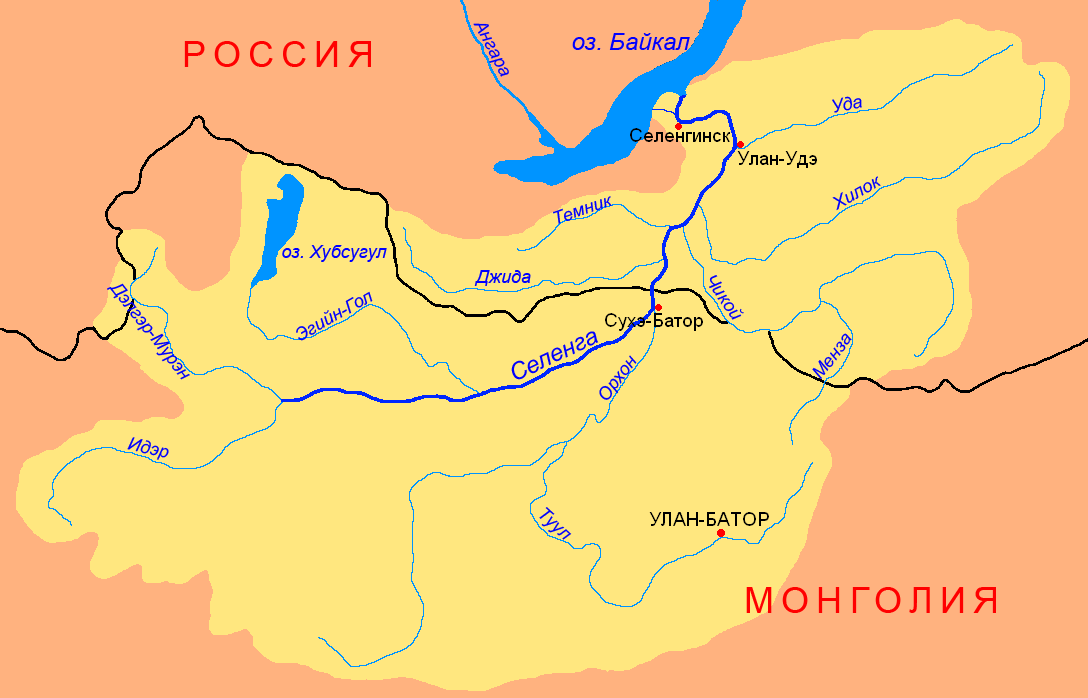
Бассейн Селенги

Длина — 769 км, площадь водосборного бассейна — 46,2 тыс. км². Крупнейший по площади бассейна и 2-й по длине приток Селенги.
Берёт начало на склонах Чикоконского хребта, протекает вдоль южного склона Малханского хребта по территории Забайкальского края и Бурятии, частично — по границе с Монголией. В нижней части течёт в пределах Селенгинского среднегорья, разбиваясь на рукава, образующие протяжённые острова.

## Гидрология
Питание преимущественно дождевое. Летом и осенью паводки. Среднегодовой расход воды — 263 м³/с, объём стока 8,237 км³/год. Замерзает в конце октября — ноябре, в верховьях на перекатах перемерзает. Вскрывается в апреле — начале мая, ледоход продолжается 4 дня.
Среднемноголетняя мутность воды 49 г/м³, что соответствует расходу взвешенных наносов 12,8 кг/с и стоку наносов около 400 тыс. т. Вода маломинерализованная (до 65 мг/л), по химическому составу относится к гидрокарбонатному классу и кальциевой группе.

## История освоения

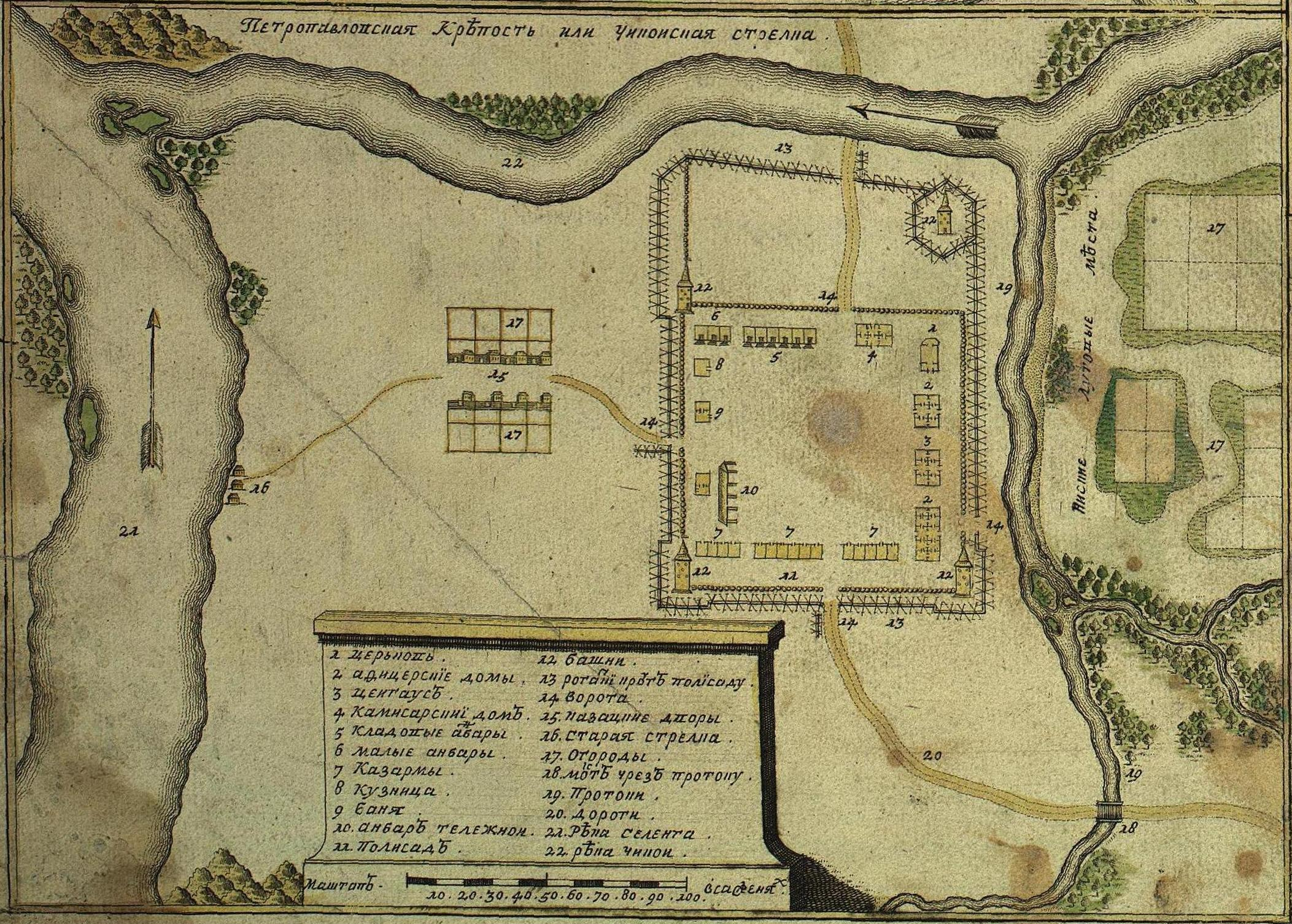
План Петропавловской крепости. 1720-е годы.

Погребение мужчины в окрестностях села Жиндо и женщины с европеоидными признаками с поселения Мельничное на левом берегу реки Чикой датируется возрастом около 8 тыс. лет назад. Планируется выполнить анализ ДНК.
Издавна по долинам реки кочевали различные бурятские, монгольские и эвенкийские племена. С середины XVII века Чикой использовался русскими землепроходцами в качестве водного пути при освоении Забайкалья. В 1665 году на правом берегу Селенги, ниже устья Чикоя, был основан Селенгинский острог, контролировавший водные пути по этим рекам. Низовья Чикоя были частью пути в Монголию через Кяхту.
В письменных источниках за 1713 год упоминается Петропавловская крепость, построенная на острове в чикойском устье. Из-за регулярных наводнений в 1726 году граф Савва Рагузинский распорядился перенести крепость на 2 версты выше по течению реки, и в 1727 году «главный пограничный управитель» И. Д. Бухгольц построил Петропавловскую крепость на новом месте. Укрепление в большей мере служило не военным объектом, а торговой факторией, где формировались караваны для торговли с Китаем.

## Населённые пункты
На реке расположено большинство населённых пунктов Красночикойского района Забайкальского края, включая такие крупные сёла, как Красный Чикой, Малоархангельск и др. В верхней долине Чикоя расположен курорт Ямаровка.
В Бурятии на берегах Чикоя и в его долине находятся крупные поселения — Большая Кудара, Усть-Киран, Чикой, Курорт Киран, Большой Луг Кяхтинского района. В Селенгинском районе на левом берегу расположен посёлок Поворот.

## Притоки
Притоки слева — Ширетуй, Соболевка, Чикокон, Солонцовая, Увалистая, Сенькина, Шиповка, Ясытай, Нижняя Плашечная, Ивановка, Мергень, Аца, Ивановка, Гусенкова, Сенная, Югалкан, Югал, Менза (крупнейший приток), Гутай, Катанца, Киран.
Притоки справа — Черёмушка, Ашгалей, Куналей, Увалистая, Чатанга, Шумиловка, Хохряковская Анга, Жергокон, Жергей, Обшивкова, Скакунья, Яристая, Боброва, Афонькина, Большая Речка, Скакунья, Могзон, Зорголик, Шимбилик, Исатуй, Верхний Дюлюн, Нижний Дюлюн, Шивия, Берёзовка, Большая Большаковка, Короткова, Малхан, Большая Выезжая, Делентуй, Левая Гремячка, Мостовка, Верхний Шергольджин, Средний Шергольджин, Нижний Шергольджин, Большой Жиндокон, Урлук, Зун-Дунгуй, Кудара, Харлун.

## Судоходство
Река судоходна на 152 км от устья.
Первые пароходы прошли по Чикою в 1909—1911 годах. Было сделано два или три рейса до Чикойского кожевенного завода. Судоходство возобновилось в августе 1926 года. Пароход «Волна» Селенгинского государственного пароходства совершил рейс до молибденового рудника Гутай.
К 1990-м годам регулярное судоходство на реке прекратилось.

## Хозяйственное значение
В бассейне Чикой открыты месторождения каменного и бурого угля, золота, вольфрама, молибдена, олова, серебра, меди, железа.
Воды реки используются для орошения.